# 国家先住民関係・北方開発省 (カナダ)
国家先住民関係・北方開発省（こっかせんじゅうみんかんけいほっぽうかいはつしょう、英語：Crown–Indigenous Relations and Northern Affairs Canada、略称：CIRNAC、仏語：Relations Couronne-Autochtones et des Affaires du Nord Canada）は、カナダ連邦政府内で、カナダの北方地域関連問題と、カナダにおける先住民に関する行政、規制、業務を司る省庁のひとつである。本部はケベック州ガティノーにある。
この省は国家先住民関係大臣（条約に関する権利や土地交渉に係わる）と北方開発大臣の2人の大臣によって担当されている。

## 概要
2017年8月にジャスティン・トルドー内閣は、従来の先住民問題・北方開発省を解消し、国家先住民関係・北方開発省（本記事の省）と先住民サービス省の2省の設立を発表し、2019年7月15日に2省が設立された。
ジャスティン・トルドーによると、「先住民問題・北方開発省は元来インディアン法のアプローチ、植民地主義・保護者的統制主義に基づくアプローチで設立されていたものであり、新組織は1996年の先住民に関する王立委員会の行政サービスの画期的な改善と自治制度への迅速な移行のための推奨に合致している」とのことである。
2024年現在の国家先住民関係大臣はゲイリー・アナンダサンガリー（Gary Anandasangaree）、北方開発大臣はダン・ヴァンダル（Dan Vandal）である。

## 担当業務
国家先住民関係・北方開発省はカナダ政府のファースト・ネーション、イヌイット、メティスに関する義務とコミットメントを果たし、北方地域に関する連邦政府の憲政的な義務を満たすことを目的に設立された。この省は様々な法令、法的な交渉により締結された合意などによって業務内容が定義されている。省の行政プログラムや歳出のほとんどは先住民コミュニティーと連邦と州政府または準州政府により合意された協定を通じて提供されている。また都市における先住民や、メティス、及びステータスの不明確なインディアン（その多くは離村に居住）と協働しサービスを提供している。
国家先住民関係・北方開発省はファースト・ネーション、イヌイット、メティス及び北方準州の市民に対し下記の目的のために支援を提供している。
- 社会的ウェルビーイングと経済的な反映の改善
- より健康的で持続可能性の高いコミュニティー開発
- 全カナダ市民のためのカナダの政治的、社会的、経済的開発への参画推進

本省は併せて、地下使用権や資源利用料を含む連邦政府の領土の資産管理も担当している。

## 主な組織
国家先住民関係・北方開発省は下記の大臣、組織を管轄している。
- 国家先住民関係大臣
- 北方開発大臣